# Wells Fargo (filme)
Wells Fargo (br: Uma Nação em Marcha) é um filme estadunidense de 1937, do gênero faroeste, dirigido por Frank Lloyd e estrelado por Joel McCrea e Frances Dee. A fita é uma superprodução, nos moldes de The Plainsman, dirigido por Cecil B. DeMille e The Texas Rangers, de King Vidor, ambos realizados no ano anterior. O roteiro tem por base uma história de Stuart Lake, escritor norte-americano (1889-1964) identificado com o Velho Oeste.
Lançado inicialmente com 115 minutos, o filme foi sofrendo cortes substanciais nos sucessivos relançamentos, a ponto de quase deixar de fora o personagem vivido por Lloyd Nolan, quarto nome do elenco. Mas isso não teria sido suficiente para eliminar sua lentidão.
O filme foi indicado para o Oscar, na categoria Melhor Gravação de Som.
Assim como na tela, a dupla central era casada, desde 1933. O casamento durou até à morte de McCrea, em 1990 (coincidentemente, no mesmo dia, 20 de outubro, em que completaram cinquenta e sete anos de união).

## Sinopse
Ramsay MacKay trabalha para a Wells Fargo, uma empresa dedicada a levar correspondências e valores pelo país afora, utilizando diligências, veículos puxados por cavalos. Ramsay conhece e casa-se com Justine, com quem tem dois filhos. O casamento é feliz até que, com a eclosão da Guerra Civil, a companhia se vê continuamente atacada ao tentar transportar ouro para Washington, DC. Então, Ramsay atende um pedido do presidente Lincoln e passa a colaborar com a União. Já Justine, com um irmão morto enquanto lutava entre os Confederados, esperava que Ramsay se conservasse neutro, no mínimo. Decepcionada, ela o deixa e retorna para St. Louis. Anos depois, Ramsay vai à festa de vigésimo aniversário da companhia, realizada naquela cidade, e encontra sua filha Alice, já uma moça. Com isso, abrem-se as portas para uma reconciliação.

## Elenco
| Ator/Atriz        | Personagem                       |
| ----------------- | -------------------------------- |
| Joel McCrea       | Ramsay MacKay                    |
| Frances Dee       | Justine MacKay                   |
| Bob Burns         | Hank York                        |
| Lloyd Nolan       | Dal Slade                        |
| Henry O'Neill     | Henry Wells                      |
| Mary Nash         | Sra. Pryor, mãe de Justine       |
| Ralph Morgan      | Sr. Pryor, pai de Justine        |
| Johnny Mack Brown | Talbot Carter                    |
| Porter Hall       | James Oliver                     |
| Robert Cummings   | Dan Trimball, minerador          |
| Harry Davenport   | Sr. Ingalls, banqueiro           |
| Lane Chandler     | Tom – Mensageiro (não-creditado) |
| Al Ferguson       | Sulista (não-creditado)          |
| Monte Montague    | não-creditado                    |
| Jack Perrin       | não-creditado                    |
| Hal Taliaferro    | Pequeno papel (não-creditado)    |

## Principais prêmios e indicações
| Prêmio | Categoria(s) Indicada(s) | Categoria(s) Premiada(s) |
| ------ | ------------------------ | ------------------------ |
| Oscar  | Melhor Gravação de Som   | ---                      |